# Nedcolbertia justinhoffmanii
Nedcolbertia justinhoffmanii es la única especie conocida del género extinto Nedcolbertia  de dinosaurio terópodo celurosauriano, que vivió a principios del período Cretácico, hace aproximadamente 130 millones de años, en el Barremiense, en lo que hoy es Norteamérica. Conocido por tres esqueletos que van de juveniles a subadultos con un largo que varía de 1,5 metros en el más joven a los 3 metros de los más viejos, que fueran encontrados por Christopher Whittle cerca de Cisco  en el Miembro Yellow Cat de la Formación Cedar Mountain de Utah Estados Unidos.

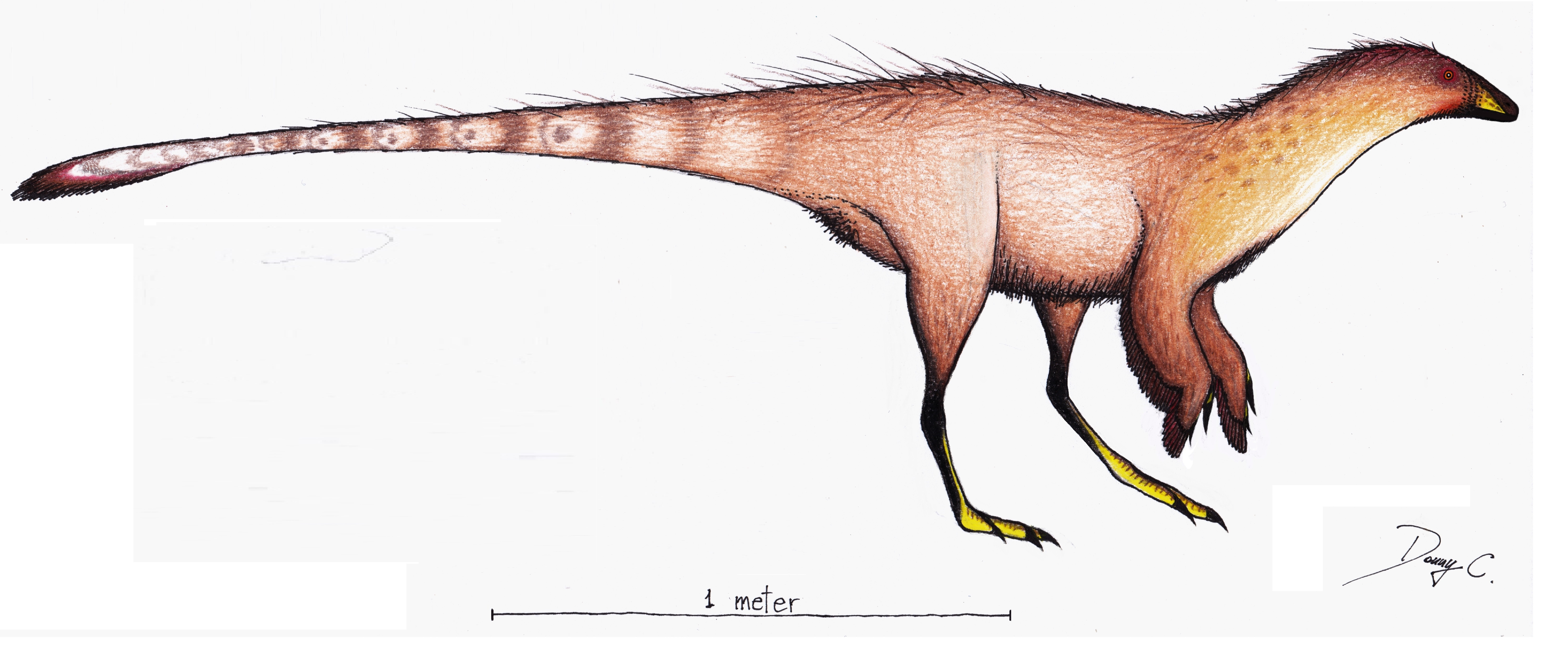
Recreación en vida.

Es muy similar a sus parientes cercanos Ornitholestes y Compsognathus. Fue originalmente anunciado en un trabajo preliminar de Kirkland et al. en 1995, ellos lo llamaron en 1996 "Nedcolbertia whittlei". Este informe lo colocan entre Ornitholestes y Arkansaurus. Kirkland lo describió como un "pequeño celurosaurio relacionado con Ornitholestes" en su reporte. El nombre genérico honra al paleontólogo estadounidense Edwin Harris Colbert, conocido como "Ned" por sus amigos. El nombre de la especie fue cambiado por "N. justinhofmanni" en enero de 1998 después de que el niño de 6 años Justin Hofmann ganara el concurso patrocinado por Discover Card. No fue llamado oficialmente N. justinhofmanni hasta octubre de ese año.
</ref>
El holotipo , CEUM 5071, es uno de los especímenes, un esqueleto parcial que carece del cráneo. Pertenecía a un individuo juvenil. Los paratipos son los otros dos especímenes, CEUM 5072 y CEUM 5073, ambos esqueletos fragmentarios carecen nuevamente del cráneo. Representan individuos subadultos. Los tres especímenes fueron desarticulados y muy erosionados, después de haber sido expuestos en la superficie antes del descubrimiento. Forman parte de la colección del Museo Prehistórico de la Universidad del Este de Utah.
El holotipo de Nedcolbertia tenía una longitud de aproximadamente 1,5 metros. Los paratipos, aunque todavía no estaban completamente desarrollados, tenían unos 3 metros . Debido a la condición de los restos, la información sobre la especie es limitada. Las vértebras no estaban muy neumáticas. La uña del pulgar era mucho más grande que la segunda uña de la mano. El hueso púbico llevaba un "pie" grande con un proceso anterior muy pequeño o ausente pero un proceso posterior grande. El hueso del muslo tenía un trocánter menor que era claramente más bajo que el trocánter mayor, el cuarto trocánter estaba bien desarrollado. El pie no era arctometatarsiano. Faltaba una uña del segundo pie agrandada.
Los descriptores asignaron Nedcolbertia con certeza a las Tetanurae y provisionalmente a la Coelurosauria. Una descripción general de 2016 del material de ornitomimosaurios de la Formación Arundel de Maryland descubrió que Nedcolbertia es un ornitomimosaurio basado en comparaciones con los restos de ornitomimosaurios de Arundel, Harpymimus y Nqwebasaurus.